# Musée des lettres et manuscrits
Das Musée des lettres et manuscrits (deutsch „Museum der Briefe und Manuskripte“) war ein Museum für Autographen aus vielen Bereichen wie Musik, Literatur (Literaturmuseum) und Geschichte in Paris und Brüssel. Mehrere zehntausend historische Briefe und Manuskripte waren hier ausgestellt.

## Geschichte

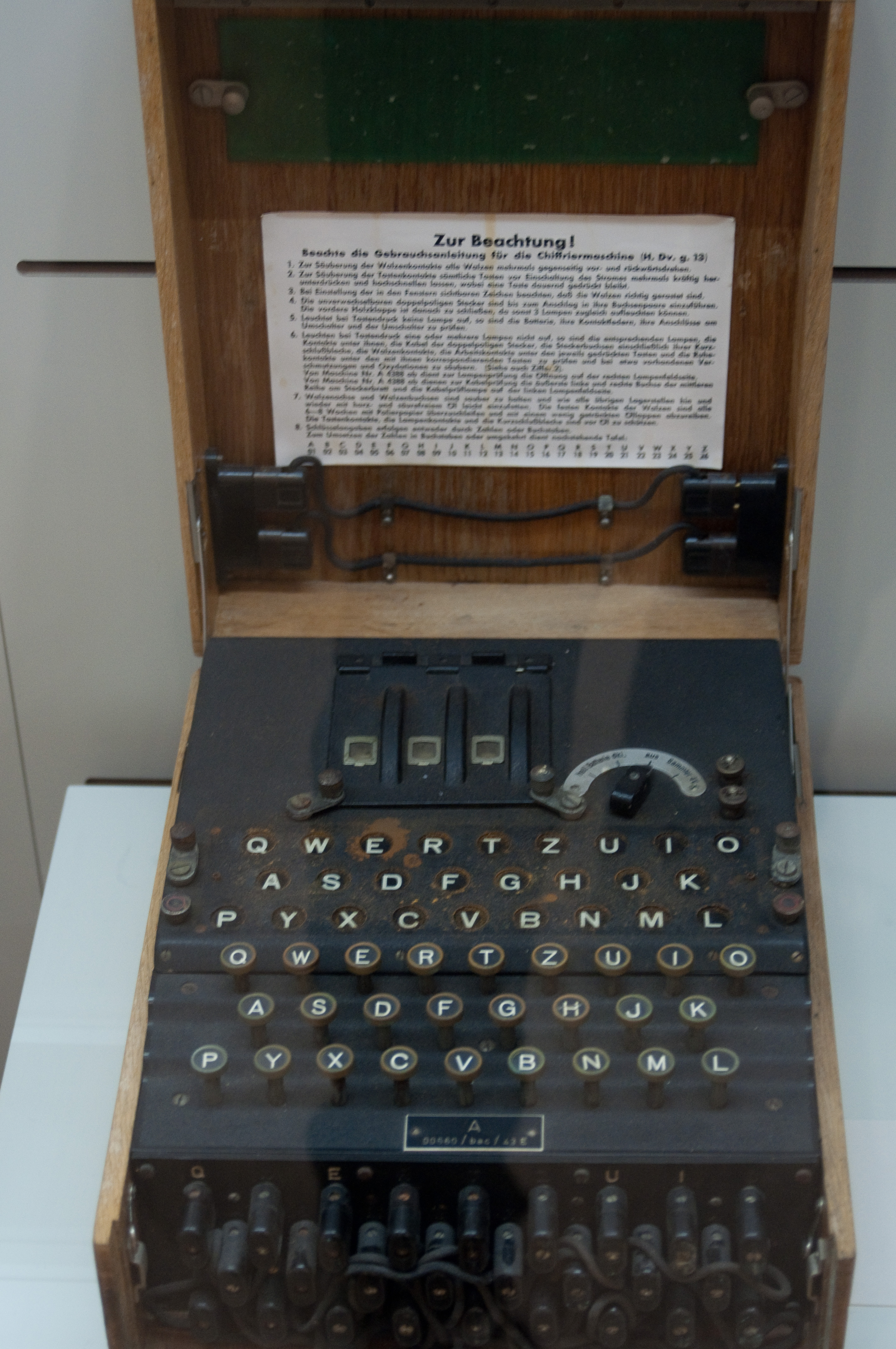
Zu den Exponaten des Museums gehörte diese deutsche Rotor-Chiffriermaschine Enigma I, die von der Wehrmacht im Zweiten Weltkrieg eingesetzt worden war.

Das Museum war 2004 im 6. Pariser Arrondissement durch den französischen Unternehmer und Manuskripthändler Gérard Lhéritier (* 1948) ursprünglich in einem aus dem Jahr 1608 stammenden Gebäude in der  Rue de Nesle Nr. 8 eröffnet worden. Im Jahr 2010 zog die Sammlung an den Boulevard Saint-Germain Nr. 222 um (Bild rechts).
Ende 2015 musste das Museum wegen rechtlicher Probleme schließen. Die Sammlung wurde von den französischen Behörden beschlagnahmt.
Der französische Journalist, Autor und Fernsehmoderator Patrick Poivre d’Arvor (* 1947) war Mäzen des Museums.